# Castrovillari Calcio
El Castrovillari Calcio es un club de fútbol de Italia, con sede en Castrovillari, en Calabria. Fue fundado en 1921 y refundado en 2003. Compite en la Eccellenza Calabria, quinta categoría del fútbol italiano.

## Historia
El 6 de marzo de 1921, de la mano de Carlos y Luigi Filpo, dos hermanos ítalo-argentinos regresados a Calabria, se fundó la Polisportiva Castrovillari, entidad polideportiva con varias secciones: fútbol, ciclismo, boxeo y esgrima. El primer entrenador del equipo de fútbol, la Unione Sportiva Castrovillari Calcio, fue el mismo Luigi Filpo, mientras que el primer presidente, el Coronel Felice Bruno Pellegrino, hizo construir el campo de juego. Desde su fundación hasta la Segunda Guerra Mundial, el equipo sólo participó en partidos amateurs. Finalmente, en 1945 se inscribió en la Prima Divisione Calabria, campeonato regional de cuarta división.
Después de una larga militancia en la categoría amateur, en la temporada 1993/94 el Castrovillari logró acceder al fútbol profesional por primera vez en su historia, ascendiendo a la Serie C2. La temporada 1994/95 fue la primera de siete seguidas en esta división, hasta que en 2001 los "lobos del Pollino" finalizaron en el último lugar del Grupo C y bajaron otra vez a la Serie D. En 2002 el Castrovillari quebró y sus derechos deportivos fueron adquiridos por el Cosenza en el verano de 2003. El conjunto rojinegro fue refundado y, siendo presidente Antonio Ioele, logró un doble ascenso volviendo en dos temporadas a la Serie D. En 2015, asumió el nombre actual.

## Estadio

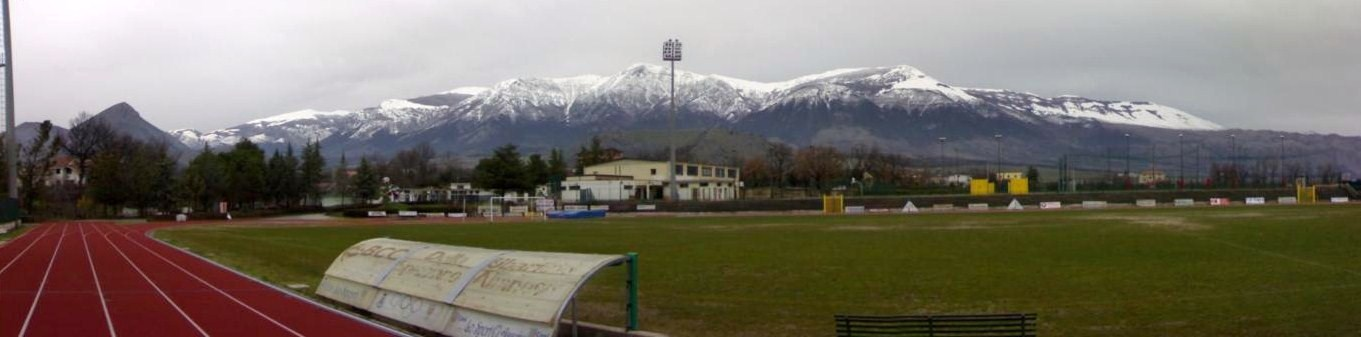
Estadio Mimmo Rende, con el Monte Pollino al fondo.

Juega de local en el Estadio Mimmo Rende de Castrovillari, con capacidad para 3.600 espectadores. Fue construido a finales de los años 1970 y forma parte del polideportivo I Maggio. Es dedicado a Domenico "Mimmo" Rende, histórico dirigente del club.

## Palmarés

### Torneos interregionales
- Campionato Nazionale Dilettanti (1): 1993-94 (Grupo I)

### Torneos regionales
- Prima Divisione Calabria (1): 1948-49 (Grupo A)
- Promozione Calabria (3): 1959-57, 1990-91 (Grupo A), 2004-05 (Grupo A)
- Prima Categoria Calabria (3): 1964-65 (Grupo A), 1967-68 (Grupo A), 1979-80 (Grupo A)